# Tägi Wettingen
Das Tägi in Wettingen (AG) ist eines der grössten Freizeit-, Sport- und Eventzentren in der Schweiz. Neben Sportangeboten gibt es einen Eventsaal und eine grosse Sommer-Outdoor-Eventarena.

## Geschichte
Das Sportzentrum wurde am 6. Juni 1974 als Sport- und Erholungszentrum Tägerhard eröffnet. Ende August 1992 wurde die Dreifachsporthalle in Betrieb genommen, da der Saalbau vermehrt für sportfremde Anlässe genutzt wurde. Ein kleiner Fitnessraum und die Röhrenrutschbahn im Hallenbad wurden um das Jahr 2000 eröffnet. Am 27. November 2016 wurde der Gesamtsanierung zugestimmt. Die Bauarbeiten dauerten 2 Jahre. Seit Frühling 2020 steht die sanierte Anlage der Öffentlichkeit wieder komplett zur Nutzung zur Verfügung. Damit die Anlage langfristig konkurrenzfähig erhalten werden kann, wurden der Bau, der Unterhalt und der Betrieb des Tägi per 1. Januar 2018 in die gemeindeeigene Tägi AG überführt. Die Tägi AG befindet sich zu 100 % im Besitz der Gemeinde Wettingen und führt die Anlage nach betriebswirtschaftlichen Kriterien.

### Gesamtsanierung

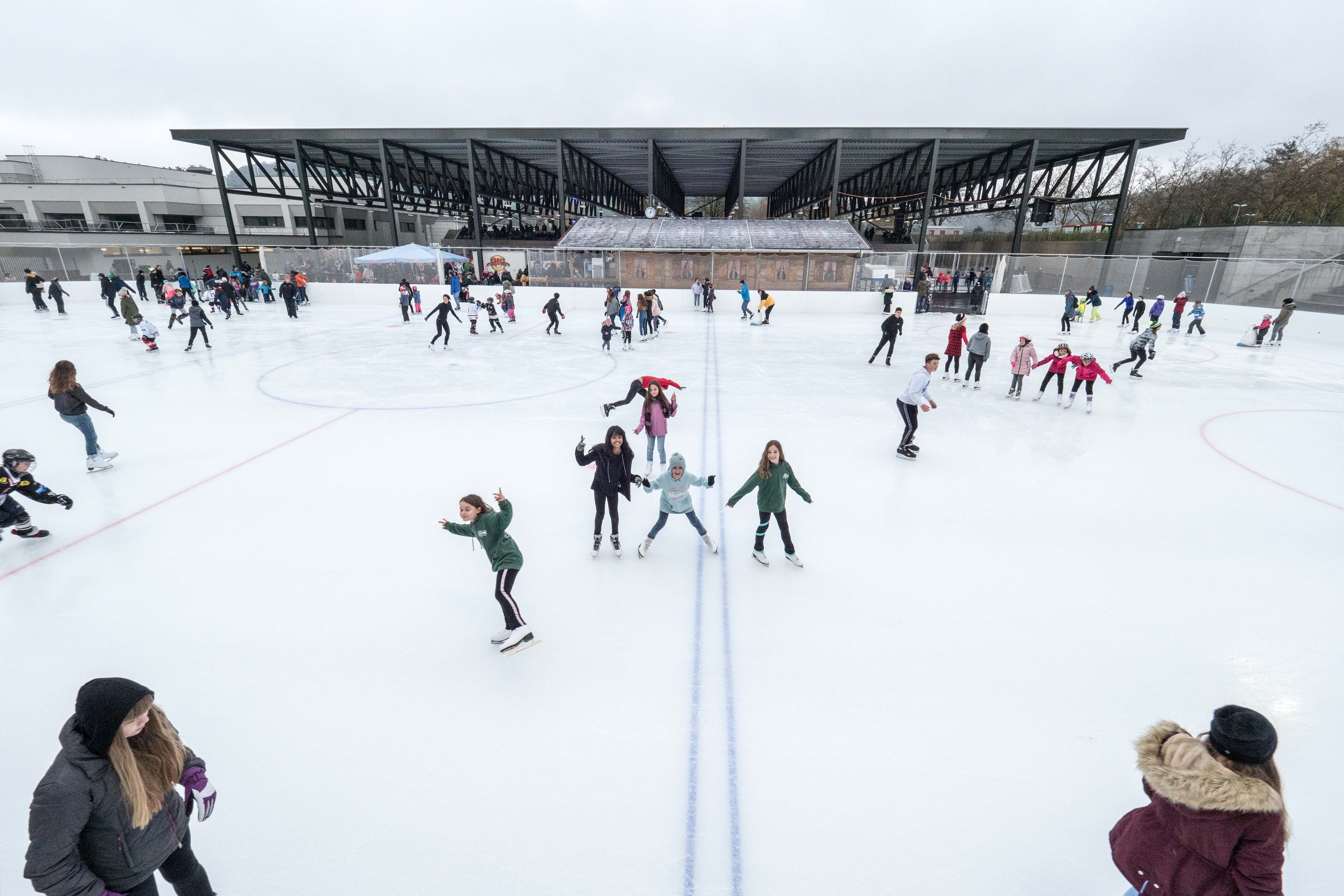
Zwei Eisfelder: überdacht und unter freiem Himmel

Bereits im Jahr 2006 begannen die Diskussionen über eine Sanierung des Tägi und 2007 kam eine Machbarkeitsstudie in den Einwohnerrat. Im Mai 2012 genehmigte dieser einen Planungskredit in Höhe von 5.720.000 Franken für die «Ertüchtigung und Erweiterung» des Tägi, dem eine grobe Kostenschätzung von 83,7 Millionen Franken zugrunde lag. Das Kreditbegehren wurde aber in der anschliessenden Volksabstimmung vom 23. September 2012 abgelehnt, so dass die Gemeinde das Projekt überarbeiten und verkleinern musste. Zwei Jahre später stimmten dann zunächst der Einwohnerrat und dann die Stimmbürger einem Planungskredit in Höhe von 3,32 Millionen Franken zu. Am 1. September 2016 genehmigte das Gemeindeparlament das Sanierungsprojekt mit einem Kreditbegehren von 46.530.000 Franken, das am 27. November 2016 auch vom Stimmvolk angenommen wurde. Während zwei Jahren wurde das Tägi bis Ende März 2020 umfassend saniert und erweitert. Für die Sanierung ist das Büro Scheitlin Syfrig Architekten verantwortlich.

## Freizeit- und Sportanlage
Das Tägi gliedert sich in fünf verschiedene Teile:
- Das Hallenbad besitzt sechs 25-m-Bahnen, zwei Sprungtürme, ein Nichtschwimmerbecken, ein Kinderplanschbecken sowie eine neue über 100 m lange Röhrenrutschbahn. Es ist das ganze Jahr geöffnet.
- Die Saunalandschaft im Obergeschoss kann durch das Hallenbad erreicht werden. Es gibt verschiedene Saunaarten und Duschen. Im Sommer ist die Sonnenterrasse mit Blick auf das Gartenbad geöffnet.
- Das Gartenbad hat Liegewiesen, ein 50-m-Schwimmbecken, ein Nichtschwimmer-, ein Kinderplansch- und ein Sprungbecken und ist nur während der Sommersaison geöffnet. Ausserdem sind Tischtennistische, ein Spielplatz und ein Beachvolleyball-Feld vorhanden.
- Direkt angrenzend an das Gartenbad, steht eine 18-Loch-Minigolfanlage, die vom Frühling bis im Herbst täglich bei schönem Wetter geöffnet ist.
- In den Wintermonaten kann auf den beiden Eisfeldern, jeweils eines überdacht und eines unter freiem Himmel, Eislauf betrieben werden.

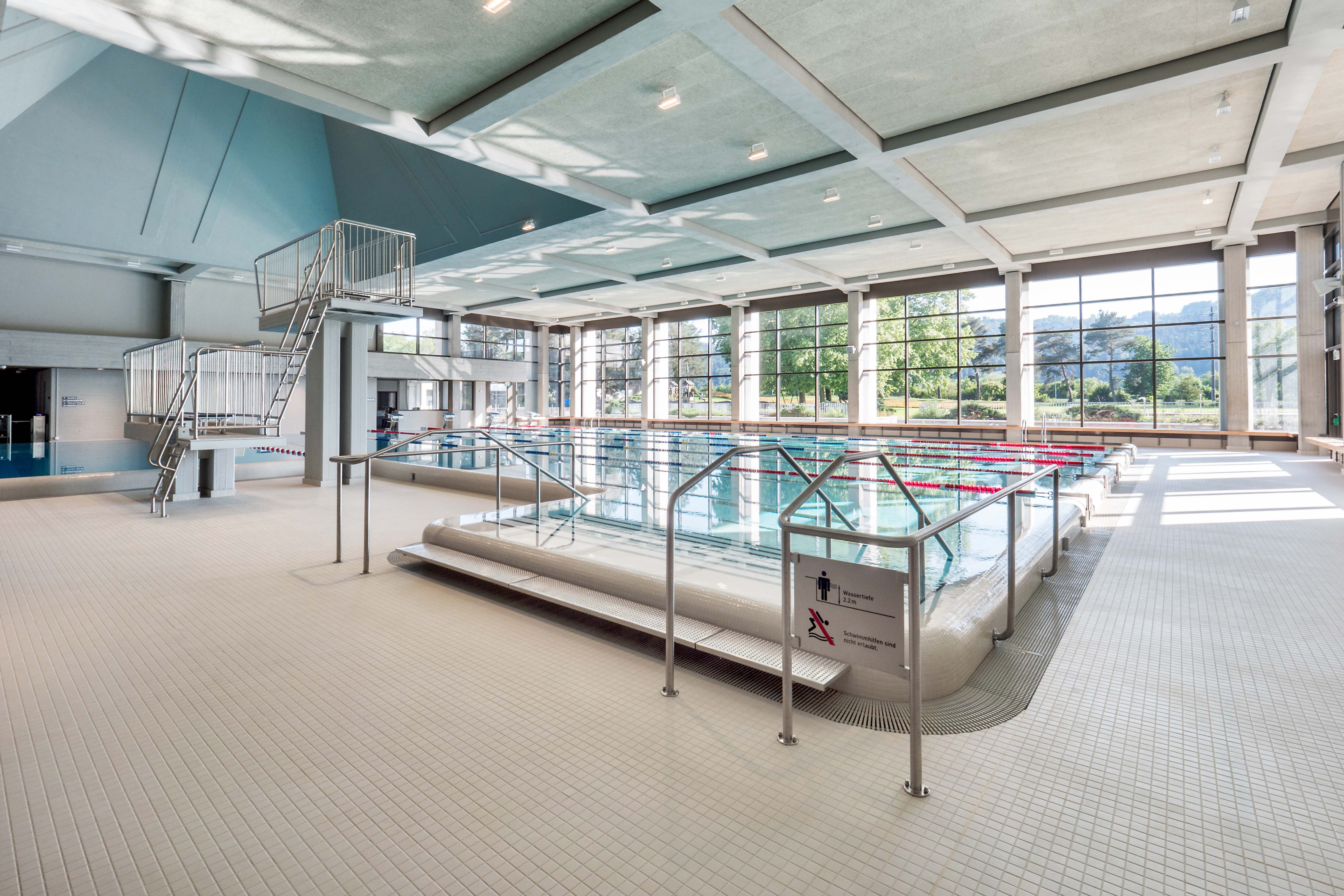
Hallenbad

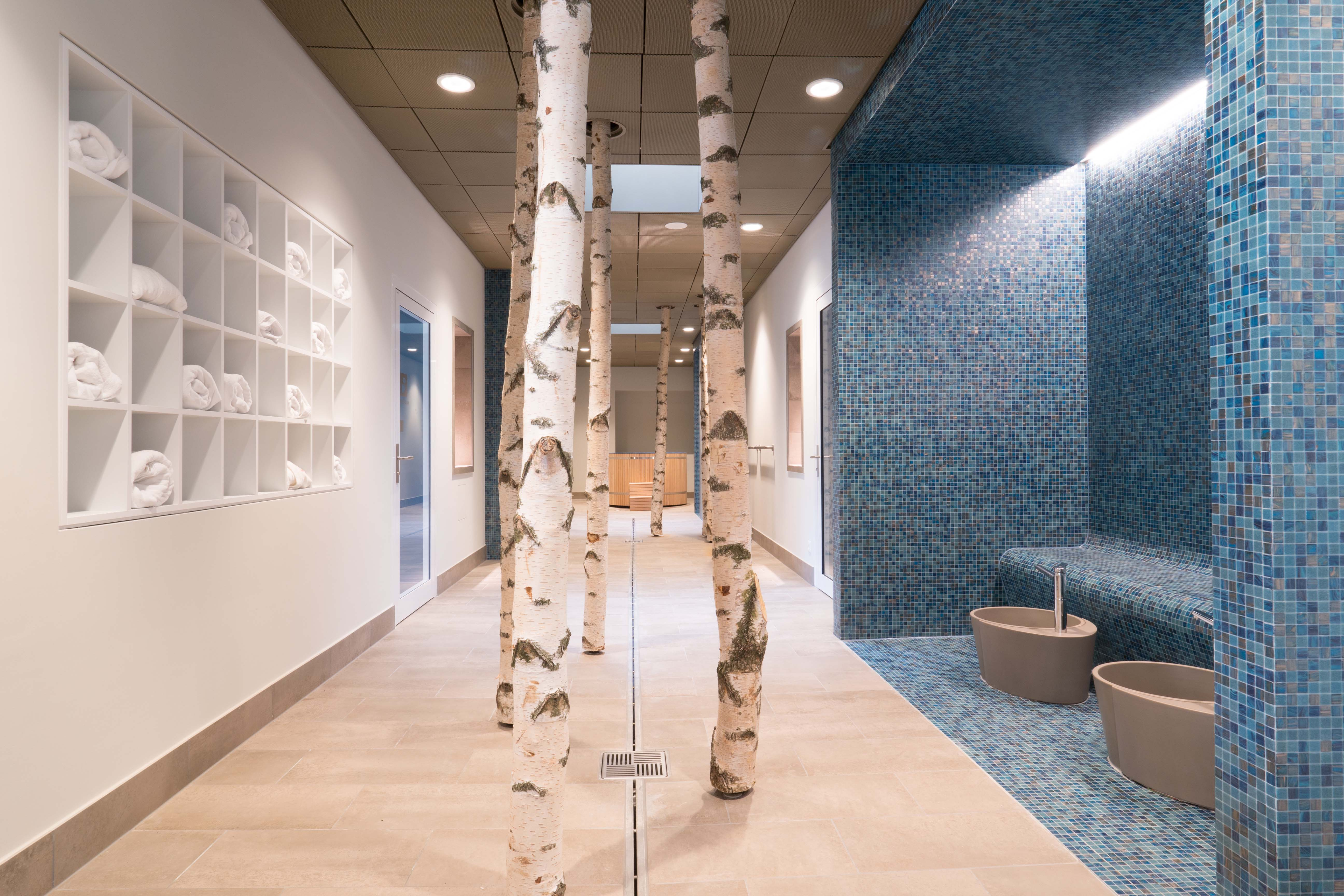
Saunalandschaft

## Gastronomie
Im Eingangsbereich vom Tägi liegt das Selbstbedienungs-Restaurant Treffpunkt 74.

## Spiel- und Sporthalle

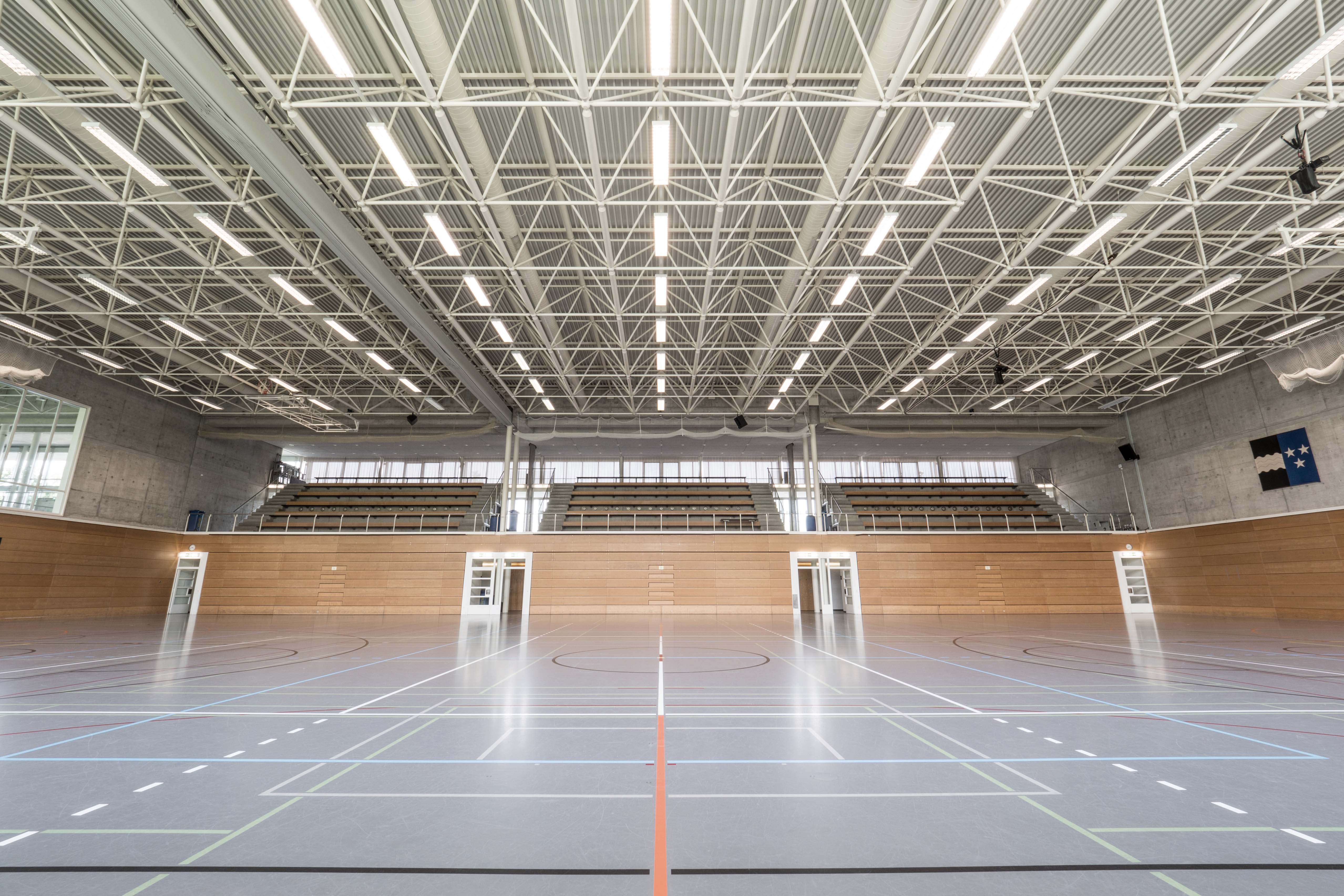
Dreifachsporthalle

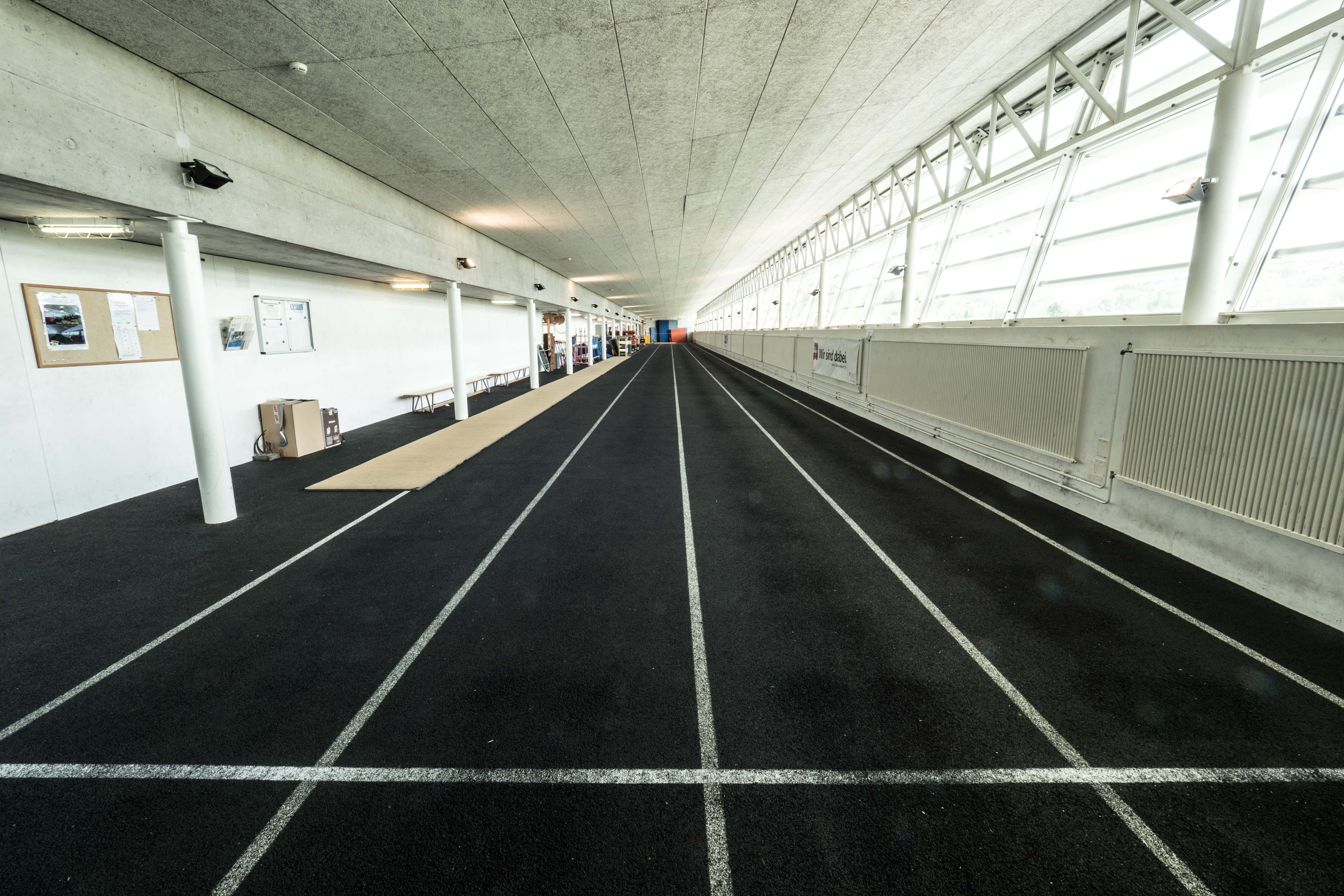
Laufkorridor im Obergeschoss

Die Dreifachsporthalle mit Foyer und eigener Unterkunft eignet sich für Vereinsmeisterschaften sowie nationale und internationale Sportwettkämpfe. So wurde hier beispielsweise 2017 der EuroHockey Indoor Club Cup, Women und 2018 der EuroHockey Indoor Club Cup, Men in Wettingen ausgetragen. Auch Halbfinalspiele um die Schweizermeisterschaft im Futsal finden im Tägi statt. Die Tribüne bietet bis zu 1'000 Zuschauern Platz. Im Obergeschoss gibt es einen Laufkorridor mit vier 60-Meter-Rubtan-Indoor-Bahnen und Weitsprunggrube.